# Лизен
Лизен град је у Аустрији, смештен у средишњем делу државе. Значајан је град у покрајини Штајерској, као седиште истоименог округа Лизен.

## Природне одлике
Лизен се налази у средишњем делу Аустрије, 240 км југозападно од главног града Беча. Главни град покрајине Штајерске, Грац, налази се 120 km југоисточно од града.
Град Лизен се сместио у долини реке Енс. Изнад града се издижу Алпи, тачније Северни Кречњачки Алпи. Надморска висина града је око 664 m.

## Становништво
| 1971. | 1981. | 1991. | 2001. | 2011. |
| ----- | ----- | ----- | ----- | ----- |
| 6.402 | 7.034 | 7.051 | 6.908 | 6.839 |

Данас је Лизен град са нешто мање од 8.100 становника. Последњих деценија број становника града се смањује.

## Галерија
- Градска римокатоличка црква
- Градска кућа Лизена
- Железничка станица у Лизену

## Партнерски градови
- Золмс